# Néant-sur-Yvel
Néant-sur-Yvel település Franciaországban, Morbihan megyében. Lakosainak száma 1070 fő (2022. január 1.). Néant-sur-Yvel Mauron, Paimpont, Tréhorenteuc, Loyat és Guilliers községekkel határos.

## Népesség
A település népességének változása:
| Lakosok száma | 939  | 835  | 882  | 950  | 999  | 1030 | 1087 | 1109 | 1119 | 1070 |
|               | 1968 | 1982 | 1990 | 2006 | 2013 | 2015 | 2017 | 2019 | 2020 | 2022 |